# Euryops tagetoides
Euryops tagetoides là một loài thực vật có hoa trong họ Cúc. Loài này được (DC.) B.Nord. mô tả khoa học đầu tiên năm 1968.